# Clupeonella tscharchalensis
Clupeonella tscharchalensis is een straalvinnige vissensoort uit de familie van de haringen (Clupeidae). De wetenschappelijke naam van de soort is voor het eerst geldig gepubliceerd in 1896 door Borodin.